# 교토 대학 수리해석 연구소

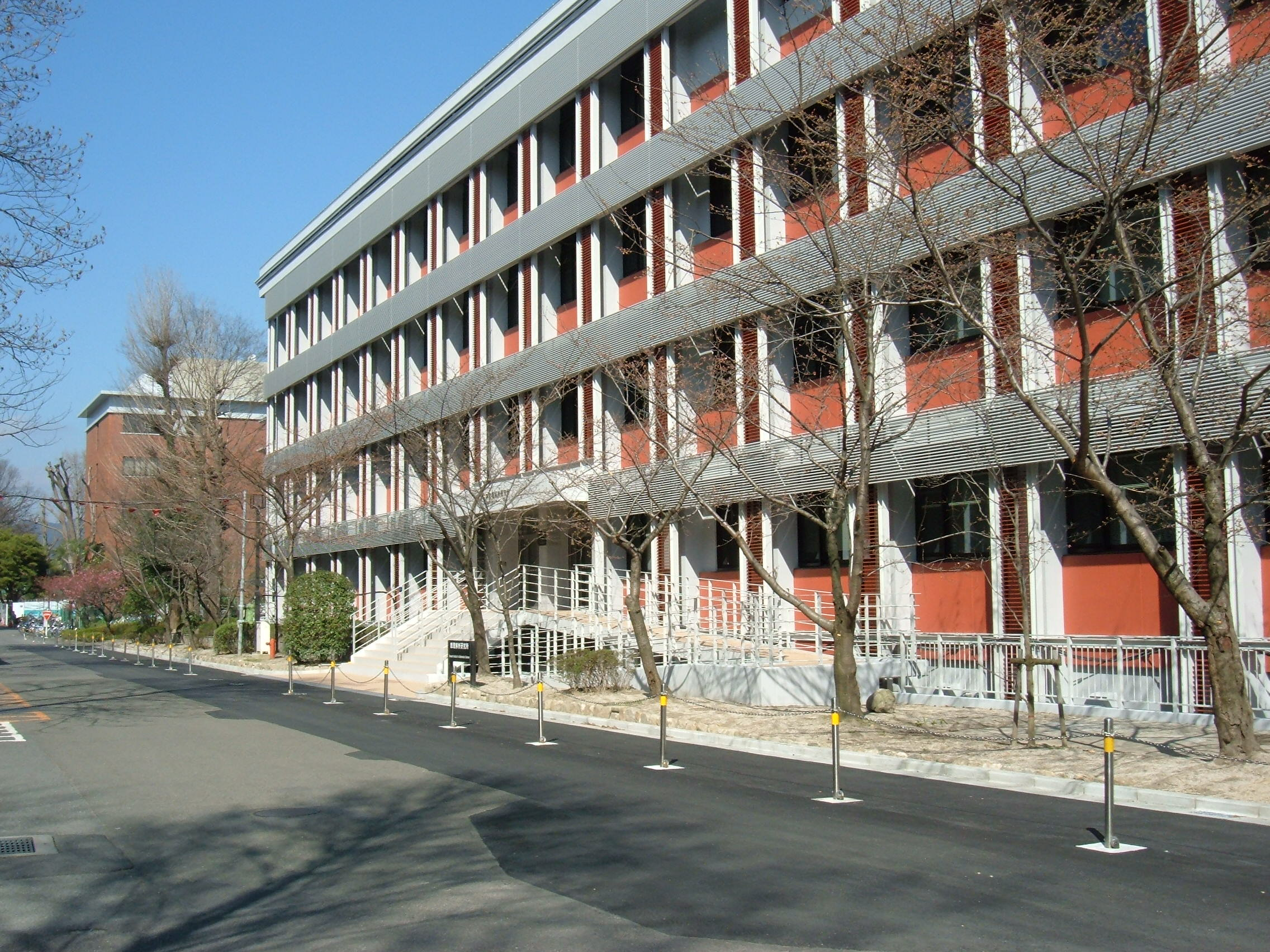

교토 대학 수리해석 연구소(일본어: 京都大学数理解析研究所, 영어: Research Institute for Mathematical Sciences, 약자 RIMS)는 일본 교토에 있는 교토 대학 내에 위치한 수리해석에 관한 종합적인 연구를 수행하고 있는 연구소이다.

## 역사
1963년에 설립된 일본에서 유일한 수학의 연구소이다. 1975년까지는 연구소로서 활동하고 있었지만, 1975년부터는 교토 대학 대학원 이학 연구과의 전공의 하나가 되어, 현재는 연구소와 대학원의 양쪽 모두의 측면을 가지고 있다.
연구소 개소 당시에는 해석, 응용 해석등의 분위기가 지배적이었지만, 현재는 순수 수학의 연구가 더 활발하다. 일본에게 있어서는 수학 연구의 중심적 존재로, 저명한 수학자들이 많이 현재 소속되어 있거나 과거에 소속되어 있었다. 예를 들면 필즈상 수상자인 히로나카 헤이스케·모리 시게후미, 울프 수학상 수상자인 사토 미키오·이토 기요시, 풀커슨상 수상자 후지시게 사토루(일본어: 藤重 悟)·이와타 사토루(일본어: 岩田 覚), 푸앵카레 상 수상자인 아라키 후지히로(일본어: 荒木 不二洋), 아벨상 수상자인 가시와라 마사키 등이 있다. 이 밖에도 모치즈키 신이치와 무카이 시게루(일본어: 向井 茂)가 소속되어 있다.

## 연구 내용
이 연구소는 다음과 같은 3개의 연구 부문으로 구성되어 있다.
- 기초 수리 연구부문
- 무한 해석 연구부문
- 응용 수리 연구부문
- 계산기구연구 시설

이 연구소 연구원들의 공동 연구자로서의 활동이나, 세미나, 연구 집회등의에 참가하기 위해서 해외 연구자들도 많이 방문하고 있다.